# Eunota togata
Eunota togata – gatunek chrząszcza z rodziny biegaczowatych i podrodziny trzyszczowatych.
Gatunek ten opisany został w 1841 roku przez Thibaulta LaFerté-Sénectère jako Cicindela togata.
Chrząszcz o ciele długości od 9 do 14 mm, z wierzchu miedzianoczerwonym lub brązowym, a pod spodem miedzianym. Nadustek gęsto pokryty położonymi szczecinkami. Boki przedplecza silnie wypukłe. Białe plamy na pokrywach tworzą dwie przepaski wzdłuż ich krawędzi, bądź rozlewają się na prawie całe pokrywy. Na wewnętrznej krawędzi pokrywy obecny kolec, który u samca leży przy jej wierzchołku, a u samicy jest od niego odsunięty w stopniu zależnym od podgatunku. Spód ciała prawie cały gęsto pokryty białymi włoskami.
Trzyszczowaty ten zasiedla solniska, przydrożne rowy, porzucone pola naftowe oraz piaszczyste pobrzeża rzek i jezior o rzadkiej roślinności od Nebraski, Kolorado i Nowego Meksyku przez Kansas, Oklahomę, Luizjanę, Karolinę Południową, Florydę (Dixie) i Teksas po południowy Meksyk.
Wyróżnia się trzy jego podgatunki:
- Eunota togata fascinans (Casey, 1914)
- Eunota togata globicollis (Casey, 1913)
- Eunota togata togata (LaFerté-Sénectère, 1841)